# Magnetorheologisch fluïdum

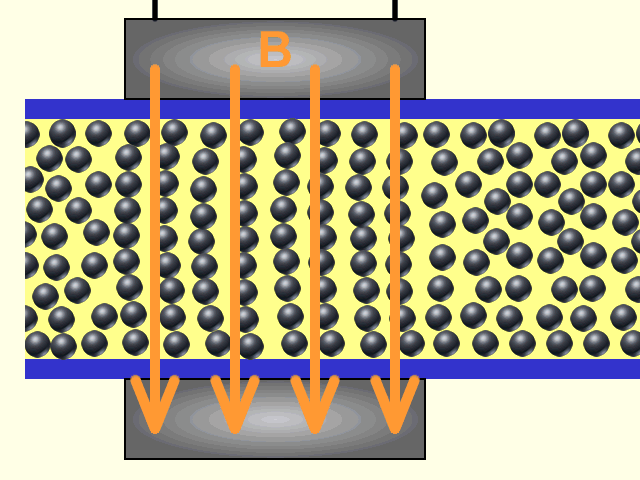
Werking van een magnetorheologisch fluïdum

Een magnetorheologisch fluïdum is een vloeistof, meestal een olie, waar magnetische deeltjes van grootteorde 10 micrometer in zijn verdeeld. Wanneer een magnetisch veld over de vloeistof wordt aangelegd, gaan de deeltjes ketens vormen. Die ketens resulteren in een verhoging van de viscositeit.
Boven een bepaalde waarde van het magnetisch veld wordt de vloeistof vast. Als er voldoende druk wordt aangelegd, zullen de ketens echter breken.
Toepassingen van magnetorheologische fluïda zijn elektrisch regelbare kleppen en schokdempers met een regelbare viscositeit.
Een groot nadeel is dat de nog relatief grote deeltjes na verloop van tijd sedimenteren en dat de vloeistof dan niet meer bruikbaar is. Ferrofluïda zijn verwant aan magnetorheologisch fluïda, maar hebben kleinere deeltjes, waardoor de viscositeit niet verandert en de deeltjes niet bezinken.